# Mato Grosso do Sul
Mato Grosso do Sul (wymowaⓘ [ˈmatu ˈɡɾosu du ˈsuw]) – jeden z 26 stanów Brazylii, położony w południowo-zachodniej części kraju. Od zachodu graniczy z Boliwią i Paragwajem, od południa ze stanem Parana, od wschodu ze stanami São Paulo, Minas Gerais, a od północy Goiás i Mato Grosso. Wydzielony ze stanu Mato Grosso w 1977 r.

## Miasta
Największe miasta w stanie Mato Grosso do Sul według liczby mieszkańców (stan na 2013 rok):
| L.p. | Miasto         | Liczba ludności |
| ---- | -------------- | --------------- |
| 1.   | Campo Grande   | 832 350         |
| 2.   | Dourados       | 207 498         |
| 3.   | Três Lagoas    | 109 633         |
| 4.   | Corumbá        | 107 347         |
| 5.   | Ponta Porã     | 83 747          |
| 6.   | Naviraí        | 49 827          |
| 7.   | Nova Andradina | 49 104          |